# Samsung i5700
Il Samsung i5700, noto anche come Samsung Spica, Samsung Galaxy Spica e Samsung Galaxy Portal, è uno smartphone prodotto da Samsung, facente parte della serie Samsung Galaxy, che usa il sistema operativo open source Android. Il telefono cellulare è indicato come il successore del Samsung i7500 e talvolta indicato come Galaxy Lite. Anche se alcune delle sue caratteristiche come la risoluzione della fotocamera, lo storage e velocità di connessione dati sono inferiori all'i7500, la sua velocità di clock del processore, di 800 megahertz, è molto superiore. Il suo successore è il Samsung i5800.

## Caratteristiche
L'i5700 è uno smartphone 3G, quad-band GSM e con connessione HSDPA (900/2100) a 3.6 Mbit/s. Il telefono dispone di uno schermo 3.2 pollici LCD capacitivo touch screen, una fotocamera a 3.2 Megapixel con autofocus, ed una bussola digitale.  L'i5700 dispone di un jack standard da 3,5 mm per cuffie ed è dotato di DNSe 2.0.
L'i5700 offre una suite di servizi mobili di Google, compresi Google Search, Gmail, YouTube, Google Calendar, and Google Talk. Il telefono ha anche un modulo GPS che permette a Google Maps di utilizzare features quali My Location, Google Latitude, e Street View. Supporta anche MP3, AAC (compreso iTunes Plus downloads), WMA audio, e i video H.264.  Il telefono cellulare è anche in grado di riprodurre contenuti DivX e Xvid codificati che lo rende il primo telefono Android che supporta questa funzionalità.

## Disponibilità
Il telefono è disponibile in Europa, Asia e Medio Oriente, ed in due colorazioni diverse: Bianco o Nero.
Questo prodotto, però, non risulta disponibile in molte parti dell'India.

## Aggiornamento
Il Samsung i5700 ha ricevuto un aggiornamento ad Android 2.1 dal febbraio 2010. Alcuni fornitori del telefono, come Hutchison 3G, in Regno Unito,hanno iniziato la vendita del telefono cellulare con 2.1 precaricato.
Nel maggio 2010, i telefoni in India ed Indonesia vengono venduti con installato l'aggiornamento al sistema Android 2.1.
Il metodo ufficiale per aggiornare lo Spica è tramite il Samsung PC Studio, presente nel CD fornito con la confezione.
Tuttavia, è possibile utilizzare software di terze parti e una serie di firmware moddati, disponibili da Android 1.5 fino alle versioni alpha di Android 2.3 tra cui Samdroid e CyanogenMod.